# Antonio Guerra (politico)
Antonio Guerra (Afragola, 24 marzo 1824 – Afragola, 20 maggio 1890) è stato un politico italiano, deputato della XII legislatura del Regno d'Italia.

## Biografia
Nacque nel 1824 ad Afragola e, dal 1889 al 1890, rivestì anche il ruolo di sindaco della città natale.

Morì il 20 maggio 1890, come viene riportato nella lapide intitolatagli nella città natale:
(Epigrafe di Antonio Guerra)

## Attività politica

### Deputato del Regno d'Italia
Nel 1874 si candidò alle parlamentarie per il collegio di Afragola e fu eletto Deputato del Regno d'Italia con le elezioni dello stesso anno.
Tuttavia, a seguito di un'inchiesta giudiziaria, l'elezione a deputato fu annullata e Guerra, rieletto durante la seconda elezione, fu destituito nel 1876, a causa di un "ambiente elettorale viziato" e "un conseguente spostamento di voti".